# Lista światowego dziedzictwa UNESCO na Łotwie
Lista światowego dziedzictwa UNESCO na Łotwie – lista miejsc na Łotwie wpisanych na listę światowego dziedzictwa UNESCO, ustanowionej na mocy Konwencji w sprawie ochrony światowego dziedzictwa kulturowego i naturalnego, przyjętej przez UNESCO na 17. sesji w Paryżu 16 listopada 1972 i ratyfikowanej przez Łotwę 10 stycznia 1995 roku.
Obecnie (stan na 2023 rok) na liście znajdują się trzy obiekty dziedzictwa kulturowego.
Na łotewskiej liście informacyjnej UNESCO – liście obiektów, które Łotwa zamierza rozpatrzyć do zgłoszenia do wpisu na listę światowego dziedzictwa – znajdują się trzy obiekty (stan na 2023 rok).

## Obiekty na liście światowego dziedzictwa UNESCO
Poniższa tabela przedstawia łotewskie obiekty na liście światowego dziedzictwa UNESCO:
nr ref. – numer referencyjny UNESCO;
obiekt – polskie tłumaczenie nazwy wpisu na liście wraz z jej angielskim oryginałem;
położenie – miasto, region; współrzędne geograficzne;
typ – klasyfikacja według Komitetu Światowego Dziedzictwa:
- kulturowe (K),
- przyrodnicze (P),
- kulturowo–przyrodnicze (K,P).

rok wpisu – roku wpisu na listę i rozszerzenia wpisu;
opis – krótki opis obiektu wraz z informacjami o jego zagrożeniu.
     Wpisy transgraniczne
| Nr ref. | Obiekt                                           | Zdjęcie | Położenie                                                                                             | Typ            | Rok  | Opis |
| ------- | ------------------------------------------------ | ------- | --- | -------------- | ---- | --- |
| 852     | Historyczne centrum Rygi Historic Centre of Riga |         | Ryga 56°57′15″N 24°07′00″E/56,954167 24,116667                                                        | K (i)(ii)      | 1997 | Stare miasto ze średniowieczną zabudową z okresu, kiedy Ryga była jednym z najważniejszych ośrodków Ligi Hanzeatyckiej. Stolica Łotwy uznawana jest za miasto, w którym znajduje się najistotniejszy w Europie kompleks budowli art nouveau.                           |
| 1187    | Południk Struvego Struve Geodetic Arc            |         | Ziestai 56°50′24″N 25°38′12″E/56,840000 25,636667 Jēkabpils 56°30′05″N 25°51′24″E/56,501389 25,856667 | K (ii)(iv)(vi) | 2005 | Sieć 34 triangulacyjnych punktów pomiarowych, ciągnąca się od Fuglenes na przedmieściach Hammerfest na Przylądku Północnym przez 2820 km i dziesięć krajów. Wpis transgraniczny z Białorusią, Estonią, Finlandią, Litwą, Norwegią, Mołdawią, Rosją, Szwecją i Ukrainą. |
| 1658    | Stare miasto Kuldygi Old town of Kuldīga         |         | Kuldyga 56°58′03″N 21°58′14″E/56,967500 21,970556                                                     | K (v)          | 2023 | Stare miasto z zabytkową zabudową z XVIII–XIX w. położone w pierwotnej dolinie rzeki Windawy. Od 1368 roku Kuldyga należała do Ligi Hanzeatyckiej. |

## Obiekty na łotewskiej liście informacyjnej UNESCO
Poniższa tabela przedstawia obiekty na łotewskiej liście informacyjnej UNESCO:
nr ref. – numer referencyjny UNESCO;
obiekt – polska nazwa obiektu wraz z jej angielskim oryginałem na łotewskiej liście informacyjnej;
położenie – miasto, region; współrzędne geograficzne;
typ – klasyfikacja według zgłoszenia:
- kulturowe (K),
- przyrodnicze (P),
- kulturowo–przyrodnicze (K,P).

rok wpisu – rok wpisu na listę informacyjną;
opis – krótki opis obiektu wraz z informacjami o jego zagrożeniu.
| Nr ref. | Obiekt                                                                                                   | Zdjęcie | Położenie                                                        | Typ               | Rok  | Opis |
| ------- | --- | ------- | ---------------------------------------------------------------- | ----------------- | ---- | --- |
| 5610    | Meandry Dźwiny Meanders of the Upper Daugava                                                             |         | Dyneburg Gmina Krasław 55°51′36″N 27°02′21″E/55,860000 27,039167 | K, P (v)(viii)(x) | 2011 | Dolina Górnej Dźwiny z dziewięcioma wyjątkowymi meandrami powstałymi ok. 13–15 tys. lat temu. W 2004 roku obszar ten został wpisany do programu Natura 2000.                                                                                   |
| 6258    | Grobiņa – zespół archeologiczny Grobiņa archaeological ensemble                                          |         | Grobiņa 56°32′06″N 21°09′58″E/56,535000 21,166111                | K (iii)           | 2017 | Pozostałości osad nordyckiej, wikingów i Kuronów z kurhanami. Datowane są one na okres VII–IX wiek. |
| 6544    | Zespół pałacowy Rundāle z ogrodem i parkiem leśnym Rundāle Palace Ensemble with a Garden and Forest Park |         | Gmina Rundāle 56°24′49,7″N 24°01′29,3″E/56,413800 24,024800      | K (i)(ii)(iv)     | 2021 | Barokowy pałac wraz z ogrodem i parkiem leśnym zaprojektował włoski architekt Francesco Bartolomeo Rastrelli. Pełnił on funkcję letniej rezydencji Ernsta Johanna von Birona. Po III rozbiorze Polski Katarzyna II podarowała go ks. Zubowowi. |